# God Hates Us All
| Críticas profissionais | Críticas profissionais |
| Avaliações da crítica  | Avaliações da crítica  |
| Fonte                  | Avaliação              |
| ---------------------- | ---------------------- |
| Allmusic               | link                   |
| Kerrang!               | 5 de 5 estrelas.       |
| Robert Christgau       | - link                 |
| Rolling Stone          | link                   |

God Hates Us All é o oitavo álbum de estúdio da banda de thrash metal estadunidense Slayer, lançado coincidentemente em 11 de setembro de 2001, mesmo dia do maior atentado terrorista da história dos Estados Unidos. O álbum atingiu o nº 28 da Billboard 200, vendendo 51 mil cópias na primeira semana. O álbum atingiu o nº 9 na tabela Canadian Albums Chart, tendo estreado no nº 18. A 16 de agosto de 2006, o disco tinha vendido 304 mil cópias nos Estados Unidos. Rendeu uma indicação ao Grammy Award para a música "Disciple".
God Hates Us All representou a volta ao som mais agressivo e direto da banda, após o último disco apresentar uma sonoridade mais experimental. Este foi o último disco com o baterista Paul Bostaph até seu retorno em 2013. Kerry King escreveu a maior parte das letras, tomando um rumo diferente das primeiras gravações por explorar temas como religião, assassinato, vingança e auto-controle.

## Faixas
| N.º | Título                | Letras              | Música         | Duração |  |
| 1.  | "Darkness of Christ"  | Kerry King          | Jeff Hanneman  | 1:30    |  |
| 2.  | "Disciple"            | King                | Hanneman       | 3:35    |  |
| 3.  | "God Send Death"      | Tom Araya, Hanneman | Hanneman       | 3:47    |  |
| 4.  | "New Faith"           | King                | King           | 3:05    |  |
| 5.  | "Cast Down"           | King                | King           | 3:26    |  |
| 6.  | "Threshold"           | King                | Hanneman       | 2:29    |  |
| 7.  | "Exile"               | King                | King           | 3:55    |  |
| 8.  | "Seven Faces"         | King                | King           | 3:41    |  |
| 9.  | "Bloodline"           | Araya, Hanneman     | Hanneman, King | 3:36    |  |
| 10. | "Deviance"            | Araya, Hanneman     | Hanneman       | 3:08    |  |
| 11. | "War Zone"            | King                | King           | 2:45    |  |
| 12. | "Here Comes the Pain" | King                | King           | 4:32    |  |
| 13. | "Payback"             | King                | King           | 3:05    |  |

| Edição de colecionador de 2002 |                       |                 |                |         |  |
| N.º                            | Título                | Letras          | Música         | Duração |  |
| 1.                             | "Darkness of Christ"  | King            | Hanneman       | 1:30    |  |
| 2.                             | "Disciple"            | King            | Hanneman       | 3:35    |  |
| 3.                             | "God Send Death"      | Araya, Hanneman | Hanneman       | 3:47    |  |
| 4.                             | "New Faith"           | King            | King           | 3:05    |  |
| 5.                             | "Cast Down"           | King            | King           | 3:26    |  |
| 6.                             | "Threshold"           | King            | Hanneman       | 2:29    |  |
| 7.                             | "Exile"               | King            | King           | 3:55    |  |
| 8.                             | "Seven Faces"         | King            | King           | 3:41    |  |
| 9.                             | "Bloodline"           | Araya, Hanneman | Hanneman, King | 3:36    |  |
| 10.                            | "Deviance"            | Araya, Hanneman | Hanneman       | 3:08    |  |
| 11.                            | "War Zone"            | King            | King           | 2:45    |  |
| 12.                            | "Scarstruck"          | King            | King           | 3:29    |  |
| 13.                            | "Here Comes the Pain" | King            | King           | 4:32    |  |
| 14.                            | "Payback"             | King            | King           | 3:05    |  |
| 15.                            | "Addict"              | King            | Hanneman       | 3:41    |  |

### Material do DVD Bonus
- "Darkness of Christ" (DVD Intro video)
- "Bloodline" (Video)
- "Raining Blood" (Live Video) (2001-12-07 San Francisco, CA)
- "Interview/B-Roll Footage

## Créditos
- Tom Araya – baixo, vocal
- Jeff Hanneman – guitarra
- Kerry King – guitarra
- Paul Bostaph – bateria

## Desempenho nas paradas musicais
| Parada musical (2001)                 | Melhor posição |
| ------------------------------------- | -------------- |
| Chéquia                               | 44             |
| Alemanha (Offizielle Deutsche Charts) | 9              |
| Áustria (Ö3 Austria Top 40)           | 31             |
| França (SNEP)                         | 25             |
| Países Baixos (Dutch Charts)          | 30             |
| Bélgica (Ultratop Flandres)           | 16             |
| Bélgica (Ultratop Valônia)            | 36             |
| Suécia (Sverigetopplistan)            | 18             |
| Finlândia (Suomen virallinen lista)   | 12             |
| Dinamarca (Hitlisten)                 | 32             |
| Itália (FIMI)                         | 11             |
| Austrália (ARIA)                      | 15             |
| Nova Zelândia                         | 35             |
| Estados Unidos (Billboard 200)        | 28             |
| Canadá (Billboard)                    | 9              |
| Reino Unido (UK Albums Chart)         | 31             |